# Vanquish (film)
Vanquish è un film del 2021 diretto da George Gallo.

## Trama
Damon, poliziotto in pensione in sedia a rotelle, tiene in ostaggio la figlia di Vittoria (ex corriere della droga e sua "badante") costringendola a combattere contro i nemici del proprio passato e un governatore corrotto.

## Produzione
Il film era stato originariamente intitolato The Longest Night.

### Riprese
Le riprese principali, che si sono svolte a Biloxi, Mississippi, sono iniziate a settembre 2020 e si sono concluse a gennaio dell'anno successivo.

## Promozione
Il trailer è stato pubblicato il 10 marzo 2021.

## Distribuzione
Il film, distribuito da Lionsgate, ha debuttato in alcune sale cinematografiche statunitensi il 16 aprile 2021, il 23 aprile è uscito sulle piattaforme di streaming e il 27 aprile in DVD e Blu-Ray.

## Accoglienza

### Critica
Sull'aggregatore di recensioni Rotten Tomatoes il film ottiene il 7% delle recensioni professionali positive, con un voto medio di 3 su 10 basato su 43 critiche, mentre su Metacritic ha un punteggio di 25 su 100 basato su 9 recensioni.